# (669935) 2013 CZ242
(669935) 2013 CZ242 est un transneptunien faisant partie des cubewanos. Il pourrait mesurer environ 260 km de diamètre.